# Orybina
Orybina es un género de polillas perteneciente a la familia de los pirálidos, descrito por primera vez por Pieter Cornelius Tobias Snellen habiendo sido descrita en 1895. Es un género bastante aislado, es decir, que consiste en pocas especies relacionadas estructural o filogenéticamente. El género se estableció como nombre de reemplazo objetivo para el género Oryba, establecido por el entomólogo inglés Francis Walker en 1863. Se distingue de otros géneros de la tribu por el color marrón rojizo o azafrán de las alas anteriores con una mancha amarilla (ausente en Orybina bellatulla), asi como en su morfología genital.

## Especies
En 2017, el género fue revisado con la inclusión de ocho especies y una subespecie a nivel mundial:
- Orybina bellatulla Qi & Li, 2017
- Orybina flaviplaga Walker, 1863
  - Orybina flaviplague kiangsualis Caradja, 1925
- Orybina hoenei Caradja, 1935
- Orybina imperatrix Caradja, 1925
- Orybina kobesi Roesler, 1984
- Orybina plangonalis Walker, 1859
- Orybina purensis Qi & Li, 2017
- Orybina regalis Leech, 1889